# Erhard Bungeroth
Erhard Bungeroth (* 20. August 1939 in Berlin-Lichterfelde) ist ein deutscher Jurist. Er war von 1988 bis 2004 Richter am Bundesgerichtshof.

## Biographie
Bungeroth beendete die juristische Ausbildung im Jahre 1967, war bis 1969 als wissenschaftlicher Assistent an der Universität Heidelberg tätig und trat 1969 in den Justizdienst des Landes Baden-Württemberg ein. Bereits 1970 wurde er an das Bundesministerium der Justiz abgeordnet, wo er bis zu seiner Ernennung zum Bundesrichter in verschiedenen Funktionen, zuletzt als Ministerialrat und Leiter des Referats Verfassungsrecht und Staatsorganisation wirkte.
Während der gesamten Dauer seiner Zugehörigkeit zum Bundesgerichtshof war Bungeroth Mitglied des XI. Zivilsenats, seit 2003 dessen stellvertretender Vorsitzender.
Zum 31. August 2004 trat Bungeroth in den Ruhestand ein.